# روداوا (استان اشوی‌داشکسیه)
روداوا (به لهستانی: Rudawa) یک منطقهٔ مسکونی در لهستان است که در گمینا زووتا واقع شده‌است.